# Gustavo Adolfo de Hohenlohe-Schillingsfürst
El Príncipe Gustavo Adolfo de Hohenlohe-Schillingfürst (26 de febrero de 1823 - 30 de octubre de 1896) fue un miembro de la familia Hohenlohe de Alemania, descendientes de Everardo, uno de los primeros duques de Franconia. Se convirtió en cardenal de la Iglesia católica.

## Biografía
Hohenlohe nació en Rotenburg an der Fulda, en el Electorado de Hesse, el 26 de febrero de 1823, el hijo de su gobernante, Francisco José, 5.º Príncipe de Hohenlohe-Schillingsfürst, y la Princesa Carolina Federica Constanza de Hohenlohe-Langenburg. Su padre era católico, mientras que su madre era luterana. En un compromiso común en la época, él y sus hermanos fueron criados en la fe de su padre, mientras que sus hermanas fueron criadas en la fe de su madre. Tomó las órdenes católicas en 1849 y en 1857 se convirtió en obispo titular de Edessa en Mesopotamia y limosnero del Papa Pío IX. Fue elegido cardenal en junio de 1866, en la iglesia titular de Santa María in Traspontina.
El Príncipe-Cardenal era un hermano del Príncipe Clodoveo de Hohenlohe-Schillingsfürst, Ministro de Exteriores del Reino de Baviera hasta su unificación con el Imperio alemán. A través de esta conexión, se esforzó en prevenir la política del Kulturkampf, orientada a destruir las instituciones católicas, y que era promovida por el Príncipe Otto von Bismarck, Canciller imperial.  
Hohenlohe fue enviado a Roma en 1872 como Embajador ante la Santa Sede, pero esta elección fue rechazada por el Papa Pío IX, posiblemente como resultado de la oposición abierta que él y sus hermanos habían mostrado ante la posición ultramantana de ese papa. Retornó a Roma en 1876 y subsiguientemente se ganó el favor del Papa León XIII, y continuó pasando el resto de su carrera eclesiástica en Italia. En julio de 1878 se convirtió en arcipreste de la Basílica de Santa Maria Maggiore. En mayo de 1879 fue nombrado Cardenal-Obispo de Albano, de cuyo puesto dimitió en diciembre de 1883. Un año más tarde se le dio el título de Cardenal-Sacerdote de la Iglesia de San Calisto hasta 1895, cuando el título fue transferido a la Basílica de San Lorenzo in Lucina.
Hohenlohe murió en Roma el 30 de octubre de 1896 y fue enterrado en el Cementerio Teutónico, reservado a nacionales alemanes que sirvieron en instituciones de la Iglesia en Roma.